# Exèrcit de Nepal
L'Exèrcit del Nepal, també Exèrcit Nepalès, (en nepalès, नेपाली सेना) o Exèrcit gurkha (en nepalès, गोर्खाली सेना) és la força armada terrestre militar del Nepal disponible internacionalment i un component principal de les Forces Armades de Nepal. El servei és voluntari i l'edat mínima per a la inscripció és de 18 anys. L'exèrcit era conegut com el Reial Exèrcit del Nepal (ARN) durant el període monàrquic al Nepal. Va ser reanomenat a Exèrcit de Nepal el 28 de maig de 2008 amb l'abolició d'una monarquia que va durar 238 anys. A diferència d'altres forces militars de tot el món, l'exèrcit nepalès té una política d'allistament molt estricta, basada en la tradició gurkha.

## Història
La campanya d'unificació del Nepal del s. XVIII va ser un punt d'inflexió en la història de l'exèrcit nepalès. Ja que la unificació no era possible sense un exèrcit fort, la direcció de les forces armades havia de ser excepcional. En contraposició als temples de l'era Malla a Katmandú, i l'exèrcit organitzat a gorkhas, el país es va veure obligat a importar des de l'estranger tècnics i enginyers per fabricar materials de guerra. Després que les tropes gorkhas capturessin Nuwakot, el principat veí de Katmandú -Kantipur, en aquesta època- en l'any 1744, les forces armades nepaleses van començar a ser tractades com Reial Exèrcit Nepalès (RNA, per les sigles en anglès).

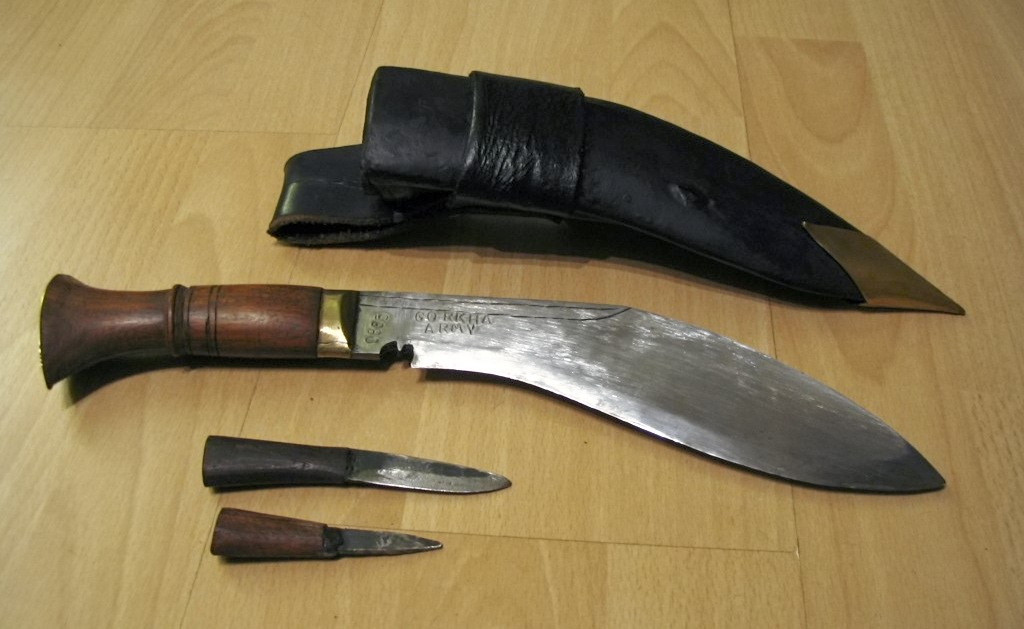
El kukri (a dalt) és l'arma simbòlica de l'exèrcit nepalès.

Una sèrie de característiques heretades de la seva cultura temps enrere, com la seva honestedat i la seva senzillesa, semblaven impressionar als seus enemics, fins al punt en què la Companyia Britànica de les Índies Orientals va començar a reclutar nepalesos en les seves forces. Des que els britànics havien lluitat contra l'ARN, els havien anomenat "Exèrcit gorkha" o "Gorkhali", de manera que, a partir d'aquest moment, als nous soldats se'ls tractava com a "gurkhas". L'exèrcit indi, després de guanyar la seva independència dels britànics, va començar a cridar-los "gorkha". Els fusellers gurkha que hi ha a l'Índia i Gran Bretanya són part d'organitzacions militars estrangeres on es recluten nepalesos. En 1946, després de la Segona Guerra Mundial, les tropes reals de l'exèrcit nepalès van ser encapçalades pel comandant general Sir Baber Shamsher Jang Bahadur Rana en la desfilada de la victòria a Londres.
Abans de 2006, el Reial Exèrcit del Nepal estava sota control del rei del Nepal. No obstant això, després del Loktantra Andolan (Moviment del Poble per a la Democràcia) el 18 de maig de 2006, un projecte de llei va ser aprovat pel Parlament de Nepal per restringir el poder reial, incloent el canvi de nom del ejército.
El 2004, el Nepal va gastar 99.200.000 de dòlars en el seu exèrcit (1,5% del seu PIB). Des de l'any 2002 l'RNA va estar involucrat en la Guerra Civil Nepalesa, on van ser utilitzats per sufocar els manifestants a favor de la democràcia a l'abril de 2006. La major part de les seves armes són subministrades per l'Índia.

## Caps d'Estat Major
Històricament el cap de l'exèrcit nepalès ha pertangut majorment a famílies nobles com "Shah", "Basnyat", "Pande", "Thapa" i "Granota". El primer cap d'Estat durant la campanya d'unificació del Nepal pel Gran Rei Prithvinarayan Shah va ser Kaji Biraj Thapa Magar. El va seguir Kaji Kalu Pande.
| No. | Rang    | Nom                        | En càrrec (a partir de 1960)                   |
| --- | ------- | -------------------------- | ---------------------------------------------- |
| 1.  | General | Nir Shumsher JB Rana       | 27 d'abril de 1960 – 27 d'abril de 1965        |
| 2.  | General | Surendra Bahadur Shah      | –                                              |
| 3.  | General | Singha Bahadur Basnyat     | − 10 de maig de 1975                           |
| 4.  | General | Guna Shumsher JB Rana      | 10 de maig de 1975 – 10 de maig de 1979        |
| 5.  | General | Singha Pratap Shah         | 15 de maig de 1979 – 15 de maig de 1983        |
| 6.  | General | Arjun Narsingh Rana        | 15 de maig de 1983 – 15 de maig de 1987        |
| 7.  | General | Satchit Shumsher JB Rana   | 15 de maig de 1987 – 15 de maig de 1991        |
| 8.  | General | Gadul Shumsher JB Rana     | 15 de maig de 1991 – 4 de maig de 1995         |
| 9.  | General | Dharmapaal Barsingh Thapa  | 15 de maig de 1995 – 15 de maig de 1999        |
| 10. | General | Prajwalla Shumsher JB Rana | 19 de maig de 1999 – 9 de setembre de 2003     |
| 11. | General | Pyar Jung Thapa            | 10 de setembre de 2003 – 9 de setembre de 2006 |
| 12. | General | Rukmangad Katawal          | 9 de setembre de 2006 – 9 de setembre de 2009  |
| 13. | General | Chhatra Man Singh Gurung   | 9 de setembre de 2009 – 5 de setembre de 2012  |
| 14. | General | Gaurav Shumsher JB Rana    | 6 de setembre de 2012 – 10 de setembre de 2015 |
| 15. | General | Rajendra Chhetri           | 10 de setembre de 2015 – present               |